# Комнина Асен
Комнина Асен Балшић је била ћерка Јована Комнина Асена и супруга Балше II Балшића.

## Биографија
Комнина је била ћерка господара Валоне, Јована Комнина Асена. Имала је старијег брата Александра који је наследио свога оца након смрти. Јован Комнин Асен је умро 1363. године, вероватно од куге. На престолу се задржао до 1366. године. Након смрти Јована, владавину преузима син Александар који је погинуо у Маричкој битки на страни Мрњачевића. Није имао деце те је породица рачунала само на Комнину. Обично се узима да се Комнина удала за Балшу II око 1372. године. Међутим, документ који је недавно пронађен помера овај догађај за две године испред, у 1370. годину. Папа Урбан V је августа 1370. године препоручио породици Балшић петорицу нових епископа који је требало да преузму римокатоличке дијецезе у Албанији. О непосредној вези Балшића и дијецезе у Албанији сведочи задатак црквених прелата да исправљају душе господара и њених поданика у албанским градовима. Комнина је Балши родила ћерку Руђину која се касније удала за Мркшу Жарковића (1391).